# Liste von Auslandshilfen für die Ukraine seit 2014

Russland
Ukraine
Staaten, die Auslandshilfe (einschließlich humanitärer Hilfe) in die Ukraine geschickt haben

Russland
Ukraine
Staaten, die tödliche militärische Ausrüstung an die Ukraine geliefert haben
Staaten, die nicht tödliche militärische Ausrüstung an die Ukraine geliefert haben

Diese Liste von Auslandshilfen für die Ukraine seit 2014 umfasst finanzielle und humanitäre Unterstützung, Waffenlieferungen und andere Sach- und Dienstleistungen, die der Ukraine ab Beginn des Krieges mit Russland im Jahr 2014 von anderen Staaten, internationalen Organisationen und Unternehmen zuteilwurden.
Stand 31. Juli 2023 belaufen sich laut dem Kiel Institut für Weltwirtschaft (IfW Kiel) die durch die Europäische Union und ihre Mitgliedstaaten seit Februar 2022 zugesagten Auslandshilfen für die Ukraine auf ein Volumen von 131 Milliarden Euro, während zur gleichen Zeit die durch die Vereinigten Staaten zugesagten Auslandshilfen bei umgerechnet knapp 70 Milliarden Euro liegen und die weiterer Staaten bei umgerechnet 36,5 Milliarden Euro. Die Auslandshilfe der USA für die Ukraine von 2014 bis 2023 hat einen Wert von knapp 111 Milliarden US-Dollar.
Die Security Assistance Group-Ukraine soll die von den NATO-Mitgliedstaaten ausgehenden Waffenlieferungen und die Ausbildung ukrainischer Streitkräfte koordinieren.
| Militärhilfe für die Ukraine: Die größten Geldgeber (Zusagen 24. Jan. 2022 bis 15. Jan. 2024) | Militärhilfe für die Ukraine: Die größten Geldgeber (Zusagen 24. Jan. 2022 bis 15. Jan. 2024) | Militärhilfe für die Ukraine: Die größten Geldgeber (Zusagen 24. Jan. 2022 bis 15. Jan. 2024) | Militärhilfe für die Ukraine: Die größten Geldgeber (Zusagen 24. Jan. 2022 bis 15. Jan. 2024) | Militärhilfe für die Ukraine: Die größten Geldgeber (Zusagen 24. Jan. 2022 bis 15. Jan. 2024) |
| --------------------------------------------------------------------------------------------- | --------------------------------------------------------------------------------------------- | --------------------------------------------------------------------------------------------- | --------------------------------------------------------------------------------------------- | --------------------------------------------------------------------------------------------- |
| Staat/Institution                                                                             |                                                                                               |                                                                                               |                                                                                               | in Mrd. Euro                                                                                  |
| Vereinigte Staaten                                                                            | Vereinigte Staaten                                                                            |                                                                                               | 42,2                                                                                          | 42,2                                                                                          |
| Deutschland                                                                                   | Deutschland                                                                                   |                                                                                               | 17,1                                                                                          | 17,1                                                                                          |
| Vereinigtes Königreich                                                                        | Vereinigtes Königreich                                                                        |                                                                                               | 9,1                                                                                           | 9,1                                                                                           |
| Dänemark                                                                                      | Dänemark                                                                                      |                                                                                               | 8,4                                                                                           | 8,4                                                                                           |
| Europäische Union                                                                             | Europäische Union                                                                             |                                                                                               | 5,6                                                                                           | 5,6                                                                                           |
| Niederlande                                                                                   | Niederlande                                                                                   |                                                                                               | 4,4                                                                                           | 4,4                                                                                           |
| Norwegen                                                                                      | Norwegen                                                                                      |                                                                                               | 3,8                                                                                           | 3,8                                                                                           |
| Polen                                                                                         | Polen                                                                                         |                                                                                               | 3,0                                                                                           | 3,0                                                                                           |
| Kanada                                                                                        | Kanada                                                                                        |                                                                                               | 2,1                                                                                           | 2,1                                                                                           |
| Schweden                                                                                      | Schweden                                                                                      |                                                                                               | 2,0                                                                                           | 2,0                                                                                           |
| Finnland                                                                                      | Finnland                                                                                      |                                                                                               | 1,6                                                                                           | 1,6                                                                                           |
| Tschechien                                                                                    | Tschechien                                                                                    |                                                                                               | 1,3                                                                                           | 1,3                                                                                           |
| Estland                                                                                       | Estland                                                                                       |                                                                                               | 0,9                                                                                           | 0,9                                                                                           |
| Litauen                                                                                       | Litauen                                                                                       |                                                                                               | 0,8                                                                                           | 0,8                                                                                           |
| Slowakei                                                                                      | Slowakei                                                                                      |                                                                                               | 0,7                                                                                           | 0,7                                                                                           |
| Italien                                                                                       | Italien                                                                                       |                                                                                               | 0,7                                                                                           | 0,7                                                                                           |
| Frankreich                                                                                    | Frankreich                                                                                    |                                                                                               | 0,6                                                                                           | 0,6                                                                                           |
| Australien                                                                                    | Australien                                                                                    |                                                                                               | 0,5                                                                                           | 0,5                                                                                           |
| Lettland                                                                                      | Lettland                                                                                      |                                                                                               | 0,4                                                                                           | 0,4                                                                                           |
| Spanien                                                                                       | Spanien                                                                                       |                                                                                               | 0,3                                                                                           | 0,3                                                                                           |
| Belgien                                                                                       | Belgien                                                                                       |                                                                                               | 0,3                                                                                           | 0,3                                                                                           |
| Datenquelle: ifw-kiel.de/ukrainetracker \| Stand 16.02.2024                                   |                                                                                               |                                                                                               |                                                                                               |                                                                                               |

## Auslandshilfe von Staaten
| Staat                  | Militärische Unterstützung | Finanzielle Hilfe | Humanitäre Hilfe |
| ---------------------- | --- | --- | --- |
| Albanien               | nicht näher spezifizierte militärische Ausrüstung | Am 10. Juni 2022 wurden der ukrainischen Regierung 1 Million Euro zur Verfügung gestellt. | |
| Argentinien            | | | - Im März 2022 begonnener Einsatz der humanitären Hilfsorganisationen Comisión Cascos Blancos, um Flüchtlingen an der ukrainisch-polnischen Grenze zu helfen. - 1500 Tonnen Lebensmittel, Medikamente und Kleidung, Stand 4. März 2022. - Die Stadtregierung von Buenos Aires hat ein eigenes humanitäres Hilfspaket für die Ukraine angekündigt. |
| Aserbaidschan          | | | Präsident İlham Əliyev genehmigte: - medizinische Ausrüstung im Wert von 5 Millionen Euro. - Kostenlosen Kraftstoff für Krankenwagen und Fahrzeuge des staatlichen Rettungsdienstes an SOCAR-Tankstellen. |
| Australien             | - Nicht tödliche militärische Ausrüstung im Wert von 25 Millionen US-Dollar am 25. Februar 2022. - Raketen und Munition im Wert von 50 Millionen US-Dollar am 28. Februar 2022. - 21 Millionen australische Dollar an die ukrainischen Streitkräfte am 20. März 2022 - 25 Millionen australische Dollar für „defensive Militärhilfe“, einschließlich Radarsysteme, Lebensmittel und medizinische Versorgung. - 20 Bushmaster Fahrzeuge | | 30 Millionen AUD am 20. März 2022: - 10 Millionen AUD an verschiedene Nichtregierungsorganisationen - 10 Millionen AUD an das Welternährungsprogramm - 8 Millionen AUD an den Bevölkerungsfonds der Vereinten Nationen - 2 Millionen AUD für den Appell der Emergency Action Alliance Ukraine Mindestens 70.000 Tonnen Kraftwerkskohle für ukrainische Kraftwerke am 20. März 2022 |
| Belgien                | - 2000 FN FNC, 3800 Tonnen Treibstoff und militärische Schutzausrüstung am 26. Februar 2022. - 3000 Maschinengewehre und 200 Panzerabwehrwaffen am 27. Februar 2022. | | |
| Brasilien              | | | Die brasilianische Luftwaffe lieferte Spenden (darunter Lebensmittel und Wasserreiniger nach Polen) |
| Chile                  | | | Über das IFRC erfolgte 100.000 US-Dollar für humanitäre Hilfe. |
| Bulgarien              | | | - Unbestimmte Anzahl von Kleidern, Schuhen, Zelten, Laken, Decken. |
| Volksrepublik China    | | | - Hilfslieferung durch Rotkreuzgesellschaft von China in Höhe von fünf Millionen Yuan (umgerechnet etwa 725.000 Euro) im März 2022 angekündigt. |
| Dänemark               | - 2000 schusssichere Westen, 700 Erste-Hilfe-Feldausrüstungen am 26. Februar 2022. - 2700 M72 LAW leichte Panzerabwehrwaffen, 300 unvollständige FIM-92 Stinger-Flugabwehrsysteme (werden von den USA vor dem Versand zusammengebaut und betriebsbereit gemacht) am 27. Februar 2022. - 19 Artilleriesysteme Typ CAESAR. | - 134 Millionen Dollar Spende über die Weltbank (finanziert von Großbritannien, Dänemark und anderen Ländern) | - 1 mobiles Krankenhaus, 50 Millionen Dänische Kronen für humanitäre Hilfe am 26. Februar 2022. - 150 Millionen Dänische Kronen für humanitäre Hilfe am 28. Febr. 2022. - 1700 Tetanus-Impfdosen am 3. März 2022 (von WHO angefragt). |
| Deutschland            | - 20.000 Schutzwesten im Jahr 2014 Gelieferte letale und nicht-letale militärische Unterstützungsleistungen ab Januar 2022 nach Angaben der deutschen Bundesregierung (Stand: 17. April 2025): Gepanzerte Gefechtsfahrzeuge - 269 MRAP - 103 Leopard 1 A5 mit Munition - 140 Schützenpanzer Marder mit Munition (aus Bundeswehr- und Industriebeständen*) - 78 Bandvagn 206 - 11 All Terrain Tracked Carrier Warthog - 158 MG3 für Leopard 2, Marder und Dachs - (Reparatur- und Bergefahrzeug)* - 10 All Terrain Tracked Carrier Warthog (Führungsfahrzeug)* - 66 Mannschaftstransportwagen - 18 Leopard 2 A6-Kampfpanzer mit Munition (deutscher Anteil am gemeinsamem Projekt mit weiteren Nutzerstaaten) - 50 Allschutz-Transport-Fahrzeuge Dingo - 54 M113 gepanzerte Truppentransporter mit je 2 MG* (Systeme aus Dänemark, Umrüstung durch Deutschland finanziert) Luftverteidigung - 16 Kinetic Defence Vehicle (Diehl Defence)* - 330.000 Schuss Flakpanzermunition - 60 Flugabwehrkanonenpanzer Gepard - 6 Luftverteidigungssysteme Iris-T SLM/IRIS-T SLS* - 3 Patriot-Systeme und 4 Startgeräte - 16 Luftraumüberwachungsradare TRML-4D* - AIM-9L/I-1 Sidewinder Lenkflugkörper - Sea Sparrow Lenkflugkörper - 2 Luftverteidigungssysteme SKYNEX mit Munition* - Luftverteidigungssystem PATRIOT mit Ersatzteilen - 4.000 Schuss Flakpanzerübungsmunition - 500 Fliegerabwehrraketen STINGER - 2.700 Fliegerfäuste STRELA Artillerie - 9 Panzerhaubitzen Zuzana 2 (Projekt gemeinsam finanziert mit Dänemark und Norwegen) - 454.000 Schuss 155 mm Artilleriemunition - 24.000 Schuss 122mm Artilleriemunition* - 25 Panzerhaubitzen 2000 (deutscher Anteil am gemeinsamen Projekt mit den Niederlanden) - 7 M109-Panzerhaubitzen - 21.000 Schuss 155mm Nebel-/Leuchtmunition - 3 Mehrfachraketenwerfer HIMARS - 155mm Präzisionsmunition* (SMArt, VULCANO) - 5 Mehrfachraketenwerfer MARS II mit Munition (deutscher Anteil am gemeinsamem Projekt mit den USA und Großbritannien) - Munition für Mehrfachraketenwerfer MARS II - 20 Raketenwerfer 70mm auf Pick-up trucks mit Raketen* - Artillerieortungsradar COBRA* Drohnen und Drohnenabwehr - 619 Aufklärungsdrohnen VECTOR mit Ersatzteilen* - 1050 bewaffnete Drohnen HF-1* - 80 Überwasserdrohnen* - 30 ferngesteuerte Kettenfahrzeuge Gereon RCS* - 49 Drohnendetektionssysteme* - 684 Aufklärungsdrohnen RQ-35 HEIDRUN* - 211 Aufklärungsdrohnen SONGBIRD* - 46 Hornet XR* - 60 Aufklärungsdrohnen Golden Eagle* - 2 Aufklärungsdrohnen VT-4 Rochen* - 200 mobile Drohnen-Jammer - 88 Drohnenabwehrsensoren und -jammer* - 70 Bandbreitenerweiterungen für elektronische Drohnenabwehrgeräte* - 180 RF 360 Fieldkits – Drohnendetektionssysteme* - 93 Drohnensensoren* - 18 Aufklärungsdrohnen Primoco ONE* - 1 LUNA NG Aufklärungssystem* - 10 Antidrohnenkanonen* - 12 elektronische Drohnenabwehrgeräte* Pionierfähigkeiten - 28 Bergepanzer 2* - 25 mobile, ferngesteuerte und geschützte Minenräumgeräte* - 27 Brückenlegepanzer Biber* - 65 Minenräumpanzer Wisent 1* - 81 Minenräumpflüge* - 100 tragbare Minenräumsysteme H-PEMBS* - 90 Minendetektoren* - 12 Pionierpanzer Dachs* - 6 hochmobile Baggerlader HMEE - 500 Werkzeugtaschen mit Sprengmaterial* - 19 schwere und mittlere Brückensysteme und 12 Spezialanhänger* - 5 Brücken für Brückenlegepanzer BIBER - 2 Bergepanzer 3 - 6 Paletten Material für Kampfmittelbeseitigung - 12 mobile und geschützte Minenräumgeräte* Schutz- und Spezialausrüstung - 123 Bodenüberwachungsradare - 1508 Laserentfernungsmesser* - 347 Infrarotferngläser* - 100 Tauchscooter* - 290 Grenzschutzfahrzeuge* - 230 Ferngläser* - 15 Luftlandefahrzeuge Caracal* - 15 AMPS Selbstschutzsysteme für Hubschrauber* - 52 mobile Antennenträgersysteme* - 58.190 Gefechtshelme - 331 SatCom-Terminals - 750 Nachtsichtbrillen* - 2000 LED-Leuchten* - 84 Außenbordmotoren - 400 Wärmebildgeräte - 3 Satcom Überwachungssystem* - IT-Ausstattung* - 1 Anti-Seeminensystem* - 1 LUNA NG Aufklärungssystem - 2.667 Kryptotelefone* - 90.600 Schießbrillen - 1 Platinendrucker - 1 Antennenhubstation* - 1288 Doppelfernrohre - 5 mobile Aufklärungssysteme SurveilSPIRE* - 10 Störsender* - 1 Frequenzscanner/Frequenzjammer* - 40 Laserzielbeleuchter* - 1 Radiofrequenzsystem - 3.000 Feldfernsprecher mit 5.000 Rollen Feldkabel und Trageausstattung - 6 Lkw Fahrzeugdekontaminationspunkt HEP 70 inklusive Material zur Dekontaminierung - 10 Fahrzeuge HMMWV (8 × Bodenradarträger, 2 × Jammer/Drohnenträger)* - 8 mobile Bodenradare* - 1 Hochfrequenzgerät inkl. Ausstattung* Logistik - 262 LKW Zetros* - 78 Tankfahrzeuge Zetros - 24 Schwerlastsattelzüge M1070 Oshkosh* - 473 Kraftfahrzeuge (Lkw, Kleinbusse, Geländewagen)* - 181 Pick-up* - 40 sondergeschützte Fahrzeuge - 90 Schwerlastsattelzüge 8x8 HX81 und 90 Auflieger* - 13 LKW MAN TGS* - 40 LKW 8x8 mit Wechselladesystem - 34 Wechselladesysteme 15t* - 6 LKW 8x6 mit Wechselladesystem mit 21 Abrollplattformen* - 14 ferngesteuerte Kettenfahrzeuge THeMIS* - 30 sondergeschützte Fahrzeuge* Durchhaltefähigkeit - 16.917 Panzerabwehrhandwaffen RGW 90 Matador* - 3.769 Sturmgewehre G3 - 5.800 Sturmgewehre MK 556 - 493.400 Tourniquet - 15.300 Schlafsäcke - 4750 Sturmgewehre HK 416* - 1.142.000 Erste-Hilfe Kits* - 34.000 120mm Mörsermunition* - 467.000 Schuss Munition 40mm* - 450 Maschinengewehre MG5* - 484 Präzisionsgewehre HLR338 mit 314.000 Schuss Munition* - 811 Gewehre CR 308* - 73 Sturmgewehre AK-47 - über 60 Millionen Schuss Handwaffenmunition - 88.400 Wolldecken - 370.000 Thorax Pflaster* - 19.480 Panzerabwehrminen (davon 9300* aus Ertüchtigungsinitiative) - 220 Granatmaschinenwaffe GMW - 200 Maschinengewehre MG4* - mehr als zwei Notstromaggregate - 250 Zelte - 420 Präzisionsgewehre HLR 338 mit 314.000 Schuss Munition - 1 Million Notfalldruckverbände* - 3.500 Pistolen des Typs HK SFP9* - 110 Maschinengewehre MG3 mit 500 Ersatzrohren und Verschlüssen - 2 Feldhospitale - 93.000 Rauchgranaten - 100.000 Meter Sprengschnur und 115.000 Sprengkapseln - Rettungsboote - 6.132 Tarnnetze - 6.000 Ponchos* - 5.000 Sprengkapseln/Detonatoren* - 450 Schneeketten - 205.000 Einheiten Gruppenverpflegung - 10 All Terrain Tracked Carrier Warthog Sanitätsfahrzeuge - 49 Krankenkraftwagen* - 30.000 Sätze Winterbekleidung - 27.477 Rucksäcke - 1.202 Infusionspumpen - 8 Sterilisatoren Zahnmedizin - 2 Hangar-Zelte* - 8 Gabelstapler* - 295 Stromerzeuger - 168 Feldheizgeräte* - Mi-24 Ersatzteile* - Ersatzteile schweres Maschinengewehr M2 - 116.000 Kälteschutzjacken - 80.000 Kälteschutzhosen - 240.000 Wintermützen - 405.000 Rationen Einpersonenpackungen (EPa) - 67 Kühlschränke für Sanitätsmaterial* - 3.000 Patronen „Panzerfaust 3“ zuzüglich 900 Griffstücke - 50 Bunkerfäuste zuzüglich 15 Griffstücke - 100.000 Handgranaten - 5.300 Sprengladungen - 350.000 Zünder - 100 Auto-Injektoren - 15 Paletten Bekleidung - 1.200 Krankenhausbetten - 18 Paletten Sanitätsmaterial, 60 OP-Leuchten - Schutzbekleidung, OP-Masken - 1 Feldlazarett (Projekt gemeinsam finanziert mit Estland)* - Sanitätsmaterial (unter anderem Rucksäcke, Verbandspäckchen) - Kraftstoff Diesel und Benzin* - 10 Tonnen AdBlue* - 500 Stück Wundauflagen zur Blutstillung* - MiG-29 Ersatzteile* Von 1. Januar 2022 bis 31. Dezember 2023 genehmigte Rüstungslieferungen im Wert von 7.4 Milliarden Euro. Militärische Unterstützungsleistungen in Vorbereitung/Durchführung: Gepanzerte Gefechtsfahrzeuge - 25 Schützenpanzer MARDER* - 9 AiTO30 FDC (Radschützenpanzer RCT-30 mit mobiler Feuerleitstelle)* - 131 MRAP - 22 Kampfpanzer LEOPARD 1* (Projekt gemeinsam finanziert mit Dänemark) - Munition für Kampfpanzer LEOPARD 2 und 1* - Munition für Schützenpanzer MARDER* Luftverteidigung - 2 PATRIOT Startgeräte* - 4 Kinetic Defence Vehicle (Diehl Defence)* - 13 Flakpanzer GEPARD* - 2 Luftverteidigungssystem SKYNEX mit Munition* - Iris-T SLM*/SLS Flugkörper - 6 Luftverteidigungssysteme IRIS-T SLM* - 7 Luftverteidigungssysteme IRIS-T SLS* - Gepard Munition* Artillerie - 54 Radhaubitzen RCH 155* - 19 Panzerhaubitzen 2000* - über 120.000 Schuss Artilleriemunition 122mm - über 200.000 Schuss Artilleriemunition 155 mm* - 14 Panzerhaubitzen Zuzana 2* (Projekt gemeinsam finanziert mit Dänemark und Norwegen) Drohnen und Drohnenabwehr - 316 Aufklärungsdrohnen VECTOR* - 30 Aufklärungsdrohnen RQ-35 HEIDRUN* - 21 Drohnenabwehrsensoren und -jammer* - 2.950 bewaffnete Drohnen* - 332 Aufklärungsdrohnen SONGBIRD* - 40 Drohnendetektionssysteme* Hubschrauber - 6 Sea King Mk41 Mehrzweckhubschrauber mit Ersatzteilen - 4 Selbstschutzsysteme AMPS für Hubschrauber* Pionierfähigkeiten - 5 Bergepanzer 2* - Material für Kampfmittelbeseitigung* - 2 mobile und geschützte Minenräumgeräte Ahlmann* Schutz- und Spezialausrüstung - 1.100 Bodenüberwachungsradare* - 92 Laserentfernungsmesser* - 1660 Gefechtshelme - 10.000 Schießbrillen - 10 mobile Aufklärungssysteme SurveilSPIRE* - 110 Grenzschutzfahrzeuge* - 11 Frequenzscanner/Frequenzjammer* Logistik - 20 Zetros Kühlfahrzeuge* - 1 LKW 8x6 mit Wechselladesystem mit 7 Abrollplattformen* - 2 Zugmaschinen und 4 Auflieger* Durchhaltefähigkeit - 8.000 Panzerabwehrhandwaffen - 3.420 Panzerabwehrminen* - 84.000 Schuss Munition 40mm Granatwerfer* - 39 CR 308 - 16 Präzisionsgewehre HLR 338 - kontinuierliche Lieferung von Sanitätsmaterial* * Es handelt sich um eine aus Mitteln der Ertüchtigungsinitiative finanzierte Lieferung der Industrie. Mit den Lieferungen sind teilweise Instandsetzungsmaßnahmen verbunden oder die Produktion dauert noch an; zudem erfolgen teilweise noch Ausbildungsleistungen. von Ukraine gekauft/bestellt: - 8000 Matador-Panzerabwehrwaffen bis Ende Juni 2022 - Vector-Aufklärungsdrohnen der Firma Quantum-Systems - 100 Panzerhaubitzen 2000 | - 1,83 Milliarden Euro bilaterale Hilfe seit 2014 - ca. 4 Milliarden Euro über die EU in Form von Zuschüssen und Darlehen seit 2014. - 240 Millionen Euro über die EU in Form von Darlehen im März 2022. - Kredit der KfW über 150 Millionen Euro - Bis zu zwei Milliarden Euro Militärhilfe für Waffenkäufe im April 2022 | - Ein mobiles Feldlazarett im Wert von 5,3 Millionen Euro + dazugehörige Einarbeitung von medizinischen Personal im Februar 2022. - Logistik von Großspenden und Hilfslieferungen per Bahn in die Ukraine (bis 24. März umfasste dies 10.000 Tonnen Lebensmittel, Getränke und Hygieneartikel (davon 3000 Tonnen Spenden aus Deutschland)) - 50 KTWs und RTWs - 2430 Stromgeneratoren bis November 2022 - 13.815 Paletten Nahrungsmittelspenden im Rahmen der durch das Landwirtschaftsministerium des Bundes organisierten German Food Bridge (Stand Dezember 2022) - Über 1.000.000 Flüchtlinge aufgenommen Des Weiteren startete das Bundesministeriums für Gesundheit nach eigenen Angaben verschiedene Projekte zur Unterstützung der Ukraine: - Telemedizinische Unterstützung von Krankenhäusern in der Ukraine - Unterstützung bei der Prothesenherstellung - Schulung von ukrainischem Gesundheitspersonal, u. a. zur Behandlung von Brandverletzungen - Weiterbildung von Ärzten zu Operationstechniken - E-Learning bzw. Podcasts für ukrainisches Gesundheitspersonal - An drei ukrainischen Kliniken wurden Simulationszentren zur Aus- und Fortbildung im Bereich Kindergesundheit errichtet - Beschaffung u. a. von medizinischen Geräten und Verbrauchsmittel (bspw. Beatmungsgeräte und Pulsoxymeter und Masken für ukrainische Krankenhäuser) |
| Estland                | - Stand 8. April 2022 Lieferung von insgesamt 1377 Tonnen hauptsächlich tödliche Militärtechnik im Wert von 222 Millionen Euro im Jahr 2022. Darunter Javelin-Panzerabwehrwaffen, Antipanzerminen, Handfeuerwaffen, Munition, Schutzausrüstung, 13 Fahrzeuge, 50.000 Feldrationen und 9 D-30-Haubitzen. | | - Stand 8. April 344 Tonnen nichtmilitärische Hilfslieferungen im Jahr 2022 - 21 Krankenwagen bis 3. April 2022 - Insgesamt 24.7 Millionen EUR für Entwicklungszusammenarbeit und humanitäre Hilfe im Zeitraum 2021–22 |
| Finnland               | - 2000 kugelsichere Westen, 2.000 Komposithelme, 100 Tragen und Ausrüstung für zwei medizinische Notfallstationen, angekündigt am 27. Februar 2022. - 2500 Sturmgewehre mit 150.000 Patronen, 1.500 Einweg-Panzerabwehrwaffen und 70.000 Feldrationen, angekündigt am 28. Februar 2022. - Nicht näher genannte militärische Ausrüstung und Waffen am 24. März 2022. | | Finnlands humanitäre Hilfe für die Ukraine im Zeitraum 2014–2022 beläuft sich auf 86 Millionen Euro. |
| Frankreich             | Frankreich war zwischen 2014 und 2020 der größte Waffenexporteur in die Ukraine. Unter anderem wurden Hubschrauber, Aufklärungsdrohnen, Marineausrüstung, Zielsysteme sowie Munition im Gesamtwert von 1,6 Milliarden Euro geliefert. Emmanuel Macron genehmigte: - Verteidigungswaffen und Treibstoff, angekündigt am 26. Februar 2022. Darunter: Schutzausrüstung, Kraftstoff, Raketen, Munition. - ~10 MILAN - Spähpanzer des Typs AMX-10 RC, zugesagt am 4. Januar 2023. - 1 SAMP/T-Flugabwehrbatterie zusammen mit Italien Spätestens im April 2022 überstieg der Gesamtwert der gelieferten Militärgüter 100 Millionen Euro | 300 Millionen Euro, am 25. Februar 2022. | - 33 Tonnen Notfallausrüstung (Zelte, Medikamente, Lebensmittel) am 1. März geliefert - 2 Flugzeuge mit Medizin - 8 Tonnen medizinische Geräte geliefert am 2. März - Ende April 2022 insgesamt mehr als 615 Tonnen humanitäre Hilfsgüter |
| Georgien               | | | - Aufnahme von über 30.000 Flüchtlingen. - Mindestens 1.000 Tonnen humanitäre Fracht (Medikamente, Erste-Hilfe-Ausrüstung, Tourniquets, Defibrillatoren, taktische Notfallkits und Lebensmittel) für Militär und Bevölkerung, stand 7. Dezember 2022. |
| Griechenland           | - 20.000 Kalaschnikows, 815 Panzerabwehrraketenwerfer Typ RPG-18, Raketen für RM-70-Fahrzeuge und unbestimmte Mengen an Munition am 28. Februar 2022. | | |
| Indien                 | | | - Medizinische Ausrüstung. - 100 Zelte, 2500 Decken am 3. März 2022. |
| Irland                 | Außenminister Simon Coveney entsendete: - Nicht tödliche militärische Ausrüstung im Wert von 9 Millionen Euro am 27. Februar 2022. | | |
| Island                 | Die isländische Regierung bot an, militärische Ausrüstung anderer Länder in die Ukraine zu transportieren, da Island kein eigenes Militär hat. Ein isländisches Frachtflugzeug von Air Atlanta wurde gechartert und verwendet, um militärische Ausrüstung von Slowenien in die Ukraine zu liefern. | | |
| Israel                 | | | - 100 Tonnen humanitäre Hilfe, darunter 17 Tonnen Medikamente und medizinische Ausrüstung, Wasserreinigungssysteme und Notwasserversorgungssets sowie Tausende von Zelten, Decken, Schlafsäcken und Mänteln. - Entsendung eines Teams von 40 Ärzten und Sanitätern an die ukrainisch-moldawische Grenze. - 1 Feldkrankenhaus mit 66 Betten in der westukrainischen Stadt Mostyska, das von 60 israelischen medizinischen Mitarbeitern betrieben wird |
| Italien                | Außenminister Luigi Di Maio genehmigte: - 110 Millionen Euro am 27. Februar 2022. Der Ministerrat verabschiedete ein Gesetz, das es dem Verteidigungsminister – nach Beratung durch das Parlament – erlaubte, der Ukraine ab dem 1. März 2022 militärische Hilfe zu leisten. Die Lieferungen militärischer Ausrüstung bleiben bis dato Verschlusssache. Bekannt gewordene Teile der Lieferungen sind: Artillerie - FH155-1 Feldhaubitzen - 60 M109L Panzerhaubitzen - 6 Panzerhaubitzen 2000 - 2 Multiple Launch Rocket System (M270) - 155mm-Artilleriegeschosse Flugabwehr - 1 SAMP/T-Flugabwehrbatterie zusammen mit Frankreich - 2 Spada/Skyguard-Flugabwehrbatterien - FIM-92 Stinger-Flugabwehrraketen Sonstige Waffen - 120-mm-Mörser mit Munition - MILAN-Panzerabwehrraketen - Panzerfaust 3 - Browning M2, schwere Maschinengewehre - Beretta MG 42/59, Maschinengewehre - Benelli M4, Schrotflinten Sonstige Ausrüstung - M113 in verschiedenen Versionen - Bandvagn 206S - 51 Fiat Fullback 4x4 Pick-up-Trucks (verwendet als Plattform für ATGMs und Luftabwehrraketen) - Iveco LMV - Iveco ACM 80/90 4x4 Schwerlast-Lkws - Iveco Astra SM 66.40 und Iveco Trakker Lkw - Weitere militärische Ausrüstung einschließlich: schusssichere Westen, Helme, Minenentschärfroboter, Metalldetektoren, medizinisches Equipment und Lebensmittelrationen | | - 45 Feuerwehr-Einsatzfahrzeuge |
| Japan                  | Fumio Kishida genehmigte: - Kugelsichere Westen und Helme, Hilfe wurde gemäß Artikel 116-3 geleistet und galt somit nicht als Verstoß gegen die Drei Prinzipien des Waffenexports - Aufklärungsdrohnen | - 200 Millionen US-Dollar am 28. Februar 2022. - 100 Millionen Dollar Spende über die Weltbank. | - Zelte, Winterbekleidung, Lebensmittel, Hygieneartikel, Kameras und Stromgeneratoren. - ABC-Schutzausrüstung |
| Kanada                 | Justin Trudeau genehmigte: - Seit September 2015 im Rahmen der Operation Unifier (verlängert bis Ende März 2025) mehr als 600 Kurse durchgeführt und mehr als 33.000 ukrainische Soldaten ausgebildet. - Nicht tödliche militärische Ausrüstung am 3. Februar 2022. - Tödliche militärische Ausrüstung im Wert von 7,8 Millionen US-Dollar am 14. Februar 2022. - 100 Carl Gustaf mit 2.000 Schuss. - 25 Millionen US-Dollar an nicht tödlicher militärischer Ausrüstung am 27. Februar 2022. - 400.000 Essenspackungen und 1.600 Splitterwesten am 2. März 2022. - 4500 M72 LAW, 7.500 Handgranaten, 1 Million US-Dollar für den Kauf von hochauflösenden Satellitenbildern wurden am 3. März 2022 angekündigt. - Militärtechnik in Höhe von 50 Millionen US-Dollar, einschließlich in Kanada hergestellter Kameras für Überwachungsdrohnen am 9. März 2022. - 39 unbewaffnete gepanzerte Fahrzeuge von General Dynamics für Transporte im Kriegsgebiet | - Darlehen in Höhe von 120 Millionen US-Dollar an die Regierung der Ukraine, angekündigt am 21. Januar 2022. - Zusätzliches Darlehen von bis zu 500 Millionen US-Dollar an die ukrainische Regierung, das am 14. Februar 2022 angekündigt wurde, und Angebot eines Zuschusses für technische Hilfe in Höhe von bis zu 6 Millionen US-Dollar zur Unterstützung der Umsetzung des Darlehens. | - Die kanadische Regierung wird Spenden von Kanadiern in Höhe von bis zu 10 Millionen US-Dollar als Reaktion auf die am 25. Februar 2022 angekündigte humanitäre Krise in der Ukraine aufstocken. - Am 1. März 2022 angekündigte humanitäre Hilfe in Höhe von 100 Millionen US-Dollar zur Deckung des humanitären Bedarfs vor Ort in der Ukraine und den Nachbarländern. |
| Kasachstan             | | | - 1. März 2022: 28,2 Tonnen humanitäre Hilfe, einschließlich Medikamente - 28. März: 17,5 Tonnen einschließlich Bettwäsche und Lebensmittel |
| Kolumbien              | | | Am 24. März kündigte der kolumbianische Präsident Ivan Duque eine an ukrainische Flüchtlinge gerichtete Spende an, die über den Hohen Flüchtlingskommissar der Vereinten Nationen geleitet wird. |
| Kroatien               | Verteidigungsminister Mario Banožić entsendete: tödliche Militärausrüstung im Wert von 124 Millionen Kuna (16,5 Millionen Euro), darunter Infanteriewaffen und Schutzausrüstung. | | Am 17. März 2022 spendete die Kroatische Ärztekammer (HLK) 300.000 Kroatische Kuna an humanitärer Hilfe, um medizinische Produkte und Ausrüstung für die ukrainischen Ärzte zu kaufen. |
| Lettland               | Stand 6. April Lieferung von militärischer Ausrüstung in Höhe von über 200 Millionen Euro, darunter: - Das Verteidigungsministerium lieferte am 23. Februar 2022 Stinger-Flugabwehr-Raketensysteme - Die lettischen nationalen Streitkräfte spendeten am 26. Februar 2022 30 LKW-Ladungen mit individueller Ausrüstung und Zubehör (darunter Kampfhelme, getrocknete Lebensmittel, medizinische Geräte und Medikamente). - Das Verteidigungsministerium hat am 3. März 2022 90 Drohnen geliefert, die von lettischen Unternehmen an die Streitkräfte der Ukraine gespendet wurden. | - Der Stadtrat von Riga genehmigte am 25. Februar 2022 eine Hilfe in Höhe von 500.000 Euro für die Ukraine. - Die lettische Regierung genehmigte am 26. Februar 2022 eine Hilfe in Höhe von 1,2 Millionen Euro für die Streitkräfte der Ukraine. | |
| Litauen                | - militärische Ausbildung, medizinische Unterstützung, nicht tödliche militärische Ausrüstung (Wärme- und Nachtsichtgeräte, Helme, kugelsichere Westen, SAR-Ausrüstung usw.) sowie leichte Waffen und Munition seit dem Jahr 2014. - Stinger-Flugabwehr-Raketensysteme am 13. Februar 2022. - Am 23. März 2022 wurden weitere 10 Millionen Euro Militärhilfe und kontinuierliche Unterstützung vereinbart. | | - Am 28. Februar 2022 wurden 4 Millionen Euro an medizinischer Hilfe angekündigt. |
| Luxemburg              | - 100 NLAW-Panzerabwehrwaffen, Jeeps und 15 Militärzelte wurden am 28. Februar 2022 angekündigt. | | |
| Malta                  | | | - Die maltesische Regierung schickte 6 Container mit Medikamenten und medizinischer Ausrüstung im Wert von über 1,15 Millionen Euro in die Ukraine |
| Marokko                | - Lieferung von Ersatzteilen für T-72-Panzer - Eine unbekannte Anzahl von T-72B-Panzern | | |
| Neuseeland             | - Am 21. März 2022 angekündigte Zusage von 5 Millionen NZD für den Kauf nicht tödlicher militärischer Ausrüstung durch die NATO. - Spende überschüssiger NZDF-Ausrüstung: 473 Helme, 1066 kugelsichere Westen, 571 Tarnwesten | | - Erste Zusage von 2 Millionen US-Dollar zur Unterstützung von Gesundheitseinrichtungen vor Ort und zur Deckung von Grundbedürfnissen wie Lebensmitteln und Hygieneartikeln. |
| Niederlande            | - Am 18. und 27. Februar 2022 Militärhilfe für die Ukraine im Gesamtwert von 7,4 Millionen Euro: - 3000 Kampfhelme, 2000 Flak-Jacken, 30 Handminensuchgeräte und 2 ferngesteuerte Unterwasserfahrzeuge. - 5 AN/TPQ-36 Firefinder-Radare, 2 Thales Squire-Radare. - 10 Barrett M82 und 90 Accuracy International AX Scharfschützengewehre mit 30.000 Schuss Munition. - 50 Stinger mit 200 Raketen. - 50 Panzerfaust 3 mit 400 Geschossen. - Kampffahrzeuge: T-72-Panzer (60 Stück), YPR-Panzerspähwagen einschließlich Bergungs- und Lehrfahrzeuge (207 Stück), Fennek-Aufklärungsfahrzeuge und Viking-Kettenfahrzeuge, Leopard1 und Leopard 2A4 - Feuerunterstützungssysteme: PzH2000-Panzerhaubitzen (8 Stück) und 120mm-Mörser - Luftverteidigungssysteme: Patriot-Abschussvorrichtungen (2 Stück), Patriot-Luftverteidigungsraketen, MR-2-Mobile Luftabwehrgeschütze (100 Stück), Bofors 40L70 40mm-Luftabwehrgeschütze (20 Stück), VERA-NG-Systeme (4 Stück), Raketen und Raketenabwehrsysteme sowie Drohnenbekämpfung, wie zum Beispiel der Stinger. - F-16-Jagdflugzeuge (24 Stück) - Individuelle Waffen: Verschiedene Maschinengewehre wie MAG, Minimi und .50, (Langstrecken-)Gewehre und Pistolen. - Munition: Verschiedene Arten von Kleinkalibermunition für individuelle Waffen und schwere Munition für Kampffahrzeuge, Panzer und (Hubschrauber-)Kanonen, Panzerabwehrmunition wie LAW und Panzerfaust, 155mm-Artilleriemunition, Gewehrgranaten und nicht-tödliche Handgranaten. - Sprengstoffe - Sensoren und Beobachtungsmittel: Verschiedene Arten von Drohnen mit entsprechender Ausrüstung (557 Stück), Radar- und Erkennungssysteme wie Bodensensoren. Und Nachtsichtgeräte, darunter Nachtsichtverstärker und Wärmebildkameras. - Brücken: Bailey-Brücken (37 Stück), M3-Pontonsysteme (6 Stück), Leopard 1-Brückenlegerpanzer (5 Stück) mit Brücken. - Küchen (Mobile) Feldküchen (31 Stück). - Fahrzeuge (1.052 Stück) 4-Tonnen-Lkw, Sattelzugmaschinen, Amarok-Fahrzeuge, Krankenwagen, Tanklastwagen, Geländewagen MB, Motorräder und Quads. - Entminungsmaterial: Scanjack-Minenräumanlage (1 Stück), Bozena-Minenräumanlage (3 Stück), Minenräumkompanien (9 Stück) und Minenwalzen (6 Stück) für BMP-Schützenpanzer, Minendetektoren, Minensonde und EOD-Ausrüstung. - Wasserfahrzeuge (50 Stück) 2 Minenjäger der Alkmaar-Klasse. - Feldkrankenhäuser (32 Stück) - Zelte (9.267 Stück) - Aggregate (833 Stück) - Ersatzteile: Für verschiedene Arten von Fahrzeugen und (Waffen-)Systemen. - Logistikmaterial: Wie Kräne (19 Stück), Lastwagen mit Seitenladekran (21 Stück), Radlader (11 Stück), Gabelstapler/Seitenlader (29 Stück) und Anhänger (6 Stück) - Niederlande haben bisher militärische Unterstützung im Wert von 2,81 Milliarden Euro an die Ukraine geliefert (Stand: 14. Februar 2024) - Niederlande beteiligen sich mit 100 Millionen Euro an einem tschechischen Initiativ zur schnellen Beschaffung von Artilleriegranaten für die Ukraine (Stand: 26. Februar 2024) | - 140 Millionen Dollar Kredit über die Weltbank (finanziert von Schweden und den Niederlanden) | |
| Nordmazedonien         | - etwa 30 T-72 Kampfpanzer - 4 Su-25 Erdkampfflugzeug | | |
| Norwegen               | Norwegen brach mit der 60 Jahre andauernden Politik, keine Waffen in Kriegsgebiete zu senden: - 5000 Helme, 1.500 schusssichere Westen und 1.000 Gasmasken. - 2000 Schlafsäcke, 10.000 Isomatten und 15.000 Feldrationen. - 2 Lieferungen mit jeweils 2000 M72 LAW - 100 Mistral-Luftabwehrraketen. | | Jonas Gahr Støre genehmigte: - 2 Milliarden Kronen (200 Millionen Euro) an humanitärer Hilfe, am 27. Februar 2022. - 40.000 Liter bzw. 40 Tonnen Milch |
| Österreich             | Karl Nehammer genehmigte: - 10.000 Helme, Splitterschutzwesten und mehr als 100.000 Liter Treibstoff, am 28. Februar 2022. | | - 50.000 Liter Handdesinfektionsmittel, 9.000 Liter Flächendesinfektionsmittel, 50.000 Stück Schutzbrillen, 50.000 Stück MNS-Masken, 20.000 Stück Handschuhe, fünf Stromgeneratoren, 700 Schlafsäcke und Liegematten, 28 IBC-Wasser-Container mit einem jeweiligen Fassungsvermögen von 1.000 Litern - Zwanzig Feuerwehr-Einsatzfahrzeuge - Fünfzehn voll ausgestattete Krankenwägen - 900 Tonnen Hilfsgüter. Neben dem oben genannten sind dabei auch Lebensmittel, Hygieneartikel und Verbandsmaterial. Außerdem 5500 Pakete der Caritas mit Sachspenden von Österreichern darunter Lebensmittel, Babynahrung, Waschpulver und Damenhygieneartikel |
| Pakistan               | - 159 Container mit 155-mm-Artilleriegranaten am 10. Januar 2023 angekündigt. | | - 15 Tonnen humanitäre Hilfe, darunter Notfallmedikamente, Medizintechnik, Winterbettwäsche und Lebensmittel, geliefert am 15. März 2022. |
| Polen                  | - Nicht bekannt gegebene Menge an tragbaren Einmann-Flugabwehr-Lenkwaffen des Typs PPZR Piorun sowie FlyEye-Drohnen am 24. Februar 2022. - 42.000 Helme des Typs Hełm WITU wz. 2005. - 3000 kugelsichere Westen. - 1770 Schuss 152 mm, 125 mm, 122 mm Munition. - 30.000 Schuss 23mm ZU-23 Munition. - Unbekannte Menge an 73mm BWP1 und SPG-9 Munition. - 100 60mm Mörser des Typs LMP-2017 mit 1500 Schuss. - Granatenwerfer des Typs Granatnik RGP-40. - Abwicklung der Logistik im Zuge der Waffenlieferungen aus der EU an die Ukraine. Stand 23. April Rüstungsgüter im Wert von sieben Milliarden Złoty (umgerechnet 1,5 Milliarden Euro) geliefert. - 270 modernisierte T-72-Panzer bis Juni 2022 geliefert. | - Am ersten Tag der Invasion bot die Polnische Nationalbank der Ukraine einen Swap der ukrainischen Hrywnja in polnische Złoty in Höhe von bis zu 4 Milliarden Złoty (umgerechnet 875 Millionen US-Dollar) an. | - Aufnahme von mehr als 2,5 Millionen ukrainischen Flüchtlingen. - Mehr als 1500 Tonnen Lebensmittel |
| Portugal               | Marcelo Rebelo de Sousa genehmigte: - Stand 6. April: Lieferung von 60 bis 70 Tonnen militärische Ausrüstung (darunter H&K G3) | | |
| Rumänien               | Klaus Iohannis genehmigte: - Nicht tödliche militärische Ausrüstung im Wert von 3 Millionen Euro (3,3 Millionen US-Dollar) am 28. Februar 2022. - 2000 Helme. - 2000 Schutzwesten. - Treibstoff, Munition, Lebensmittel, Wasser und Medikamente. - 1 Patriot-System, am 23. Juni 2024 | | Rumänien bot an, Verwundete in seinen 11 Militärkrankenhäusern zu behandeln. |
| Schweden               | Militärhilfe für die Ukraine, die am 28. Februar vom Reichstag genehmigt wurde: - 500 Millionen Schwedische Kronen (52,9 Millionen US-Dollar), am 28. Februar 2022. - 5000 leichte Panzerabwehrwaffen AT4, am 28. Februar 2022. - 5000 M90-Helme, am 28. Februar 2022. - 5000 schusssichere Westen Modell 18, am 28.02.2022. - 135.000 Feldrationen, am 28.02.2022. - 367 kugelsichere Jacken, 94 kugelsichere Helme, 62 Ferngläser, fünf Drohnen sowie 3400 Teile Schutzkleidung, bekanntgegeben am 11. März. - 5.000 zusätzliche AT4-Panzerabwehrwaffen sowie Ausrüstung zur Minenräumung wurden am 23. März 2022 zugesagt - 250 Schützen- und Transportpanzer vom Typ Pansarbandvagn 302, einschließlich Ersatzteilen, Wartungsausrüstung und Munition (zugesagt am 29. Mai 2024, ausgeliefert im Dezember 2024) | - 140 Millionen Dollar Kredit über die Weltbank (finanziert von Schweden und den Niederlanden) | 27. Februar 2022 100 Millionen Schwedische Kronen (SEK) für humanitäre Hilfe in der Ukraine, verteilt wie folgt: - 50 Millionen SEK für das UN-Flüchtlingshilfswerk. - 30 Millionen SEK für den humanitären Länderfonds. - 20 Millionen SEK für das Internationale Rote Kreuz. |
| Schweiz                | | | - Die Schweiz lieferte im Rahmen der Zusammenarbeit der DEZA von April 2015 bis Oktober 2016 2000 Tonnen Chemikalien für die Wasseraufbereitung und medizinische Güter. Auch 3500 Tonnen Quarzsand für die Wasseraufbereitung in Donezk wurden geliefert. All dies ohne das Eingehen auf die Forderungen der Machthaber auf eine Registrierung der Hilfe: Die Schweiz traf per Handschlag Vereinbarungen direkt mit den Betroffenen. „Wir haben keine Papiere, weil wir gar keine haben dürfen.“ - Rund 35 Tonnen Nothilfe, darunter medizinische Ausrüstung und Zelte, die aus der Schweiz für die Opfer des Krieges in der Ukraine geschickt wurden, sind am 7. März 2022 in der Hauptstadt Kiew eingetroffen. - Die Schweizer Bevölkerung spendete alleine über die Glückskette in den ersten 10 Tagen 30 Millionen Franken und innert der ersten 4 Monate des Krieges 124 Millionen Franken für die ukrainischen Flüchtlinge innerhalb und außerhalb der Ukraine. - Rund 100 Millionen Franken beträgt die Schweizer humanitäre Hilfe für die Ukraine und für ukrainische Flüchtlinge in Nachbarländer (Stand: 10. August 2022). Im August lieferte die Schweiz 100 Tonnen an Hilfsgüter, namentlich medizinische und sanitäre Ausrüstungen. Insgesamgt lieferte die Schweiz 3'500 Tonnen Hilfsgüter in die Ukraine und in Nachbarländer. - Am 2. November beschloss die Schweiz zusätzliche 100 Millionen Franken unter dem Namen Aktionsplan Winterhilfe der Ukraine für den Winter bereitzustellen. Das Geld soll vor allem zur Instandstellung der Energie-Infrastruktur in der Ukraine verwendet werden. - Am 22. Februar 2023 beschloss die Schweiz weitere 114 Millionen Franken an die Ukraine zu spenden und zusätzliche 26 Millionen an Moldawien (Total 140 Millionen). Die Schweiz hat seit dem 24. Februar 2022 rund 1.3 Milliarden Franken für Hilfsmassnahmen bereitgestellt, wovon 270 Millionen in die Ukraine flossen und 1.035 Milliarden für ukrainische Flüchtlinge bereitgestellt wurde. |
| Slowakei               | - 10 Millionen Liter Benzin. - 2,6 Millionen Liter Kerosin für Flugzeuge. - 12.000 Schuss 120-mm-Munition - 486 Luftverteidigungssysteme, 100 Luftverteidigungswerfer und Panzerabwehrraketen im Gesamtwert von 4,5 Millionen Euro - S-300 Flugabwehrraketensysteme im April 2022 - MiG-29-Kampfflugzeuge Ende April 2022 angekündigt | | |
| Slowenien              | - Automatische Gewehre, Munition, Helme und 30 BVP M-80A. - 28 M-55S-Kampfpanzer im Zuge des deutschen Ringtausch Programms. | Die slowenische Regierung überwies für ukrainische Flüchtlinge 100.000 Euro an das IKRK. | Slowenien schickte 200 Schlafsäcke, 200 Paar Gummistiefel, zehn Dieselgeneratoren, 250.000 Latexhandschuhe, 250.000 Nitrylhandschuhe und 600.000 Gesichtsmasken in die Ukraine. Slowenien liefert der Ukraine 30 bis 40 T-72-Panzer und soll als Ersatz später Panzer aus deutscher Produktion erhalten. |
| Spanien                | - 1370 Panzerabwehr-Granatwerfer, eine nicht näher bezeichnete Anzahl leichter Maschinengewehre und 700.000 Patronen am 2. März 2022. | | - 20 Tonnen humanitäre Hilfe im Wert von mehr als 150.000 € am 27. Februar 2022. - 54 Paletten bzw. 83 Kubikmeter an medizinischer Ausrüstung |
| Südkorea               | - Eine nicht genannte Menge an Uniformen und persönliche militärische Ausrüstung (die ursprünglich für das afghanische Militär vorgesehen war). | - Die bilaterale ODA soll erhöht werden, indem die Ukraine für die Jahre 2021–2025 zum wichtigsten „Priority Cooperation Country“ erklärt wird. - Ungenannte finanzielle Hilfe im März 2022 | - 10 Millionen US-Dollar umfassende humanitäre Hilfe bzw. 40 Tonnen medizinische Ausrüstung. - Ankündigung von Plänen zur Eröffnung eines neuen südkoreanischen Entwicklungshilfebüros (KOICA) in der Ukraine. - Marktfreigabe eines Teils des Erdöls, das Korea als Teil seiner strategischen Reserve hält, sowie Weiterverkauf von LNG an Europa als Teil der „internationalen Bemühungen, der Ukraine zu helfen“. |
| Taiwan                 | | | - 27 Tonnen medizinische Ausrüstung. - Präsidentin Tsai Ing-wen, Vizepräsident William Lai und Premier Su Tseng-chang gaben am 2. März 2022 bekannt, dass sie jeweils ein Monatsgehalt als humanitäre Hilfe spenden werden. |
| Thailand               | | | 2 Millionen Baht (~ 60.000 US-Dollar) |
| Tschechien             | - Tödliche militärische Ausrüstung (4006 152-mm-Artilleriegeschosse) im Wert von 36,6 Millionen Kronen (1,6 Millionen US-Dollar) am 26. Januar 2022. - Tödliche militärische Ausrüstung im Wert von 188 Millionen Kronen (8,3 Millionen US-Dollar) am 26. Februar 2022. Darunter: - 30.150 vz.-82-Pistolen, - 5000 vz.-58-Sturmgewehre, - 2085 vz.-61-Škorpion-Maschinenpistolen, - 3200 vz.-59-Maschinengewehre, - 19 Falcon-Scharfschützengewehre, - 12 Dragunow-Scharfschützengewehre, - 3,5 Millionen 7,62-mm-Patronen. - Tödliche militärische Ausrüstung im Wert von 400 Millionen Kronen (17,7 Millionen US-Dollar) am 27. Februar 2022. Darunter 10 Strela-2 mit 160 Raketen. - Tödliche und medizinische Militärausrüstung im Wert von 61 Millionen Kronen (2,7 Millionen US-Dollar) zwischen dem 2. und 9. März 2022. - Bis zu 40 T-72M-Panzer, eine unbestimmte Anzahl Haubitzen im April. - Anfang April: militärische Ausrüstung im Wert von umgerechnet 155 Millionen US-Dollar (darunter sind 56 BMP-1). - 61 Schützenpanzer bis Juni 2022 geliefert. | | Die Regierung der Tschechischen Republik hat am 25. Februar 2022 humanitäre Hilfe genehmigt, darunter: - 1,5 Milliarden Kronen (66 Millionen US-Dollar), um Flüchtlinge mit Unterkünften, Lebensmitteln und Hygieneartikeln zu versorgen. - 300 Millionen Kronen (13,2 Millionen US-Dollar) für humanitäre Hilfe für Zivilisten in der Ukraine. |
| Türkei                 | - Zusätzliche Bayraktar TB2-Drohnen am 2. März 2022. | | Unbestimmte Anzahl an Decken, Zelten, Schlafsäcken, Reinigungs- und Hygienematerial sowie fünf Spezialisten, eine mobile Küche und ein Katastrophenschutzfahrzeug. |
| Ungarn                 | | | - 28 Tonnen Lebensmittel und 100.000 Liter Fahrzeugkraftstoff am 28. Februar 2022. |
| Usbekistan             | | | - 28 Tonnen medizinische Hilfsgüter, darunter Medikamente, in die Ukraine |
| Vatikanstadt           | | | Papst Franziskus spendete Anfang März 2022 über die Apostolische Almosenverwaltung medizinische Hilfsgüter, darunter Spritzen, Pflaster und Desinfektionsmittel aus der vatikanischen Apotheke. |
| Vereinigtes Königreich | - Ausbildung von 22.000 ukrainischen Soldaten seit 2015 im Rahmen von Operation Orbital. - 3615 NLAW (Stand 9. März 2022). - Verkauf von zwei Minenjägern der Sandown-Klasse. - Vereinbarung über 1,7 Milliarden £ zur Unterstützung des Erwerbs von acht Flugkörpern und einer Fregatte. - Einsatz eines Boeing RC-135-Überwachungsflugzeugs, um Informationen über Größe und Position der russischen Streitkräfte zu liefern. - Geheime weitere Militärhilfe am 28. Februar 2022. - ISTAR (Intelligence, Surveillance, Target Acquisition, and Reconnaissance)-Unterstützung, sowohl eigenständig als auch in Partnerschaft mit den USA. - Luftabwehr-Raketen vom Typ Starstreak, 800 Panzerabwehrwaffen und lenkbare Präzisionsmunition (im Wert von etwa 100 Millionen Pfund) - Anti-Schiffsraketensysteme und 120 gepanzerte Fahrzeuge der Typen Mastiff/Wolfhound (Cougar (MRAP)) und Husky sowie dazugehörige Ausbildung. - (unter anderem tödliche) Militärtechnik im Wert von 1.3 Milliarden Pfund am 6. Mai 2022 bekanntgegeben. - Ab Juli 2022 startende 120-Tage-Militärausbildung an 10.000 Ukrainern. Das Ausbildungsprogramm ist langfristig angesetzt und findet vierteljährlich statt. - Ab Januar 2023: Ausweitung der militärischen Unterstützung durch Bereitstellung von Challenger-2-Panzern und zusätzlichen Artilleriesystemen. | - 100 Millionen US-Dollar. - 134 Millionen Dollar Spende über die Weltbank (finanziert von Großbritannien, Dänemark und anderen Ländern) - Erhöhung der Darlehensgarantien bei der Weltbank auf 730 Mio. £ (1 Mrd. US-Dollar) im April 2022 | - Am 23. Februar 2022 wurden 100 Millionen Pfund an humanitärer Hilfe angekündigt. - Zusätzliche humanitäre Hilfe in Höhe von 40 Millionen Pfund, angekündigt am 27. Februar 2022. - Zusätzliche 80 Millionen £ an Hilfe zur Unterstützung der Ukraine bei der Bewältigung der humanitären Krise am 1. März 2022. - 4 Millionen £ an humanitärer Hilfe für die Ukraine am 28. Februar 2022. - 4 Millionen £ kombiniertes Paket aus finanzieller und humanitärer Hilfe, angekündigt am 1. März 2022. - 360.000 £ an humanitärer Hilfe, angekündigt am 2. März 2022 (von Jersey gespendet). - Start eines Programms, über das sich britische Privathaushalte melden können, die Ukrainische Flüchtlinge für eine Mindestdauer von sechs Monaten aufnehmen wollen. Mehr als 89.000 Haushalte meldeten sich innerhalb des ersten Tages. - 14. März: 500 Generatoren |
| Vereinigte Staaten     | Barack Obama genehmigte: - 300.000 Verpflegungsrationen (MRE) für die ukrainischen Streitkräfte ab Ende März 2014. - nicht-tödliche militärische Ausrüstung im Wert von 5 Millionen Dollar am 4. Juni 2014. - nicht-tödliche militärische Ausrüstung im Wert von 75 Millionen Dollar am 11. März 2015. Donald Trump genehmigte: - militärische Ausrüstung im Wert von 250 Millionen Dollar am 12. Sep 2019. - (unter anderem tödliche) Militärtechnik im Wert von 250 Millionen Dollar im Juni 2020. Joe Biden genehmigte, teilweise im Rahmen des Leih- und Pachtgesetzes 2022: - 90 Tonnen (unter anderem tödliche) Militärtechnik am 22. Jan 2021. - (unter anderem tödliche) Militärtechnik im Wert von 125 Millionen Dollar am 1. März 2021. - (unter anderem tödliche) Militärtechnik im Wert von 150 Millionen Dollar am 11. Jun. 2021. - (unter anderem tödliche) Militärtechnik im Wert von 60 Millionen Dollar am 1. Sep 2021. - (unter anderem tödliche) Militärtechnik im Wert von 350 Millionen Dollar am 25. Febr. 2022. - (unter anderem tödliche) Militärtechnik im Wert von 200 Millionen Dollar am 12. März 2022. - (unter anderem tödliche) Militärtechnik im Wert von 800 Millionen Dollar am 16. März 2022. - darunter: 1000 Javelin, 1000 leichte Schusswaffen, 6000 AT4, 800 Stinger, 100 Switchblade-Drohnen, 100 Granatwerfer, 5000 Scharfschützengewehre, 1000 Pistolen, 400 Maschinengewehre, 400 Shotguns, über 20 Millionen Schuss (Kleinwaffenmunition, Granatwerfergeschosse und Mörsergranaten), schusssichere Westen und 25.000 Helme - (unter anderem tödliche) Militärtechnik im Wert von 800 Millionen Dollar am 14. April 2022, darunter: 18 Haubitzen Kaliber 155 mm (mit 40.000 Granaten), 11 Mi-17 Hubschrauber, 200 gepanzerte Mannschaftstransportwagen Typ M113, 100 Humvees, 300 Switchblade-Drohnen, 500-Javelin-Panzerabwehrwaffen sowie tausende weitere panzerbrechende Waffen, C-4-Sprengstoff, ABC-Schutzausrüstung, unbestimmte Zahl autonomer Schiffe, 30.000 Westen und 30.000 Helme, zehn Radarsysteme zu Artillerieaufklärung, zwei Systeme zur Luftaufklärung. - (unter anderem tödliche) Militärtechnik im Wert von 800 Millionen Dollar am 21. April 2022, darunter 121 Kampfdrohnen (Typ: Phoenix Ghost) und 72 M777-Haubitzen und 144.000 Schuss Munition. - Weitere 700 Millionen Militärhilfe für die Ukraine und verbündete Staaten am 25. April 2022 angekündigt. Davon werden 322 Millionen direkt der Ukraine bereitgestellt. - (unter anderem tödliche) Militärtechnik im Wert von 150 Millionen Dollar am 6. Mai angekündigt. Bis November 2022 hatte die ab August 2021 gewährte Militärhilfe der Biden-Administration nach eigenen Angaben einen Wert von 19.7 Milliarden US-Dollar. Diese gewährte Militärhilfe umfasst auch finanzielle und humanitäre Hilfe. | Obama: - Eine Milliarde US-Dollar als Darlehen am 4. März 2014. Trump: - 200 Millionen US-Dollar am 20. Juli 2018. Biden: - 200 Millionen US-Dollar am 19. Januar 2022. - 13,6 Milliarden US-Dollar für humanitäre und militärische Ausgaben im März 2022 beschlossen - 500 Millionen Dollar am 21. April 2022 - Bis November 2022 hatte die ab August 2021 gewährte Militärhilfe der Biden-Administration nach eigenen Angaben einen Wert von 19.7 Milliarden US-Dollar. Diese gewährte Militärhilfe umfasst auch finanzielle und humanitäre Hilfe | Obama: - 23 Millionen US-Dollar an humanitärer Hilfe am 21. November 2014. Biden: - 1 Milliarde US-Dollar an Lebensmitteln, Medikamenten, Wasser und anderen Hilfsgütern am 24. März 2022 - Bis November 2022 hatte die ab August 2021 gewährte Militärhilfe der Biden-Administration nach eigenen Angaben einen Wert von 19.7 Milliarden US-Dollar. Diese gewährte Militärhilfe umfasst auch finanzielle und humanitäre Hilfe |
| Zypern                 | | | 14 Container mit medizinischer Ausrüstung, Lebensmitteln und Katastrophenschutzmaterial verließen den Hafen von Limassol am 8. März 2022. |

## Von Internationalen Organisationen geleistete Hilfe (Auswahl)
| Internationale Organisation   | geleistete Hilfe |
| ----------------------------- | --- |
| Vereinte Nationen             | - 1,5 Milliarden US-Dollar vom Amt der Vereinten Nationen für die Koordinierung humanitärer Angelegenheiten zur Bewältigung der Flüchtlingskrise 2022 – einschließlich 1,1 Milliarden US-Dollar für humanitäre Hilfe für die Ukraine. |
| Europäische Union             | - Etwa 17 Milliarden Euro in Form von Zuschüssen und Darlehen seit 2014. - 1,2 Milliarden Euro Darlehen, genehmigt am 16. Februar 2022. - Waffen im Wert von 450 Millionen Euro, angekündigt am 27. Februar 2022. - Nicht tödliche militärische Ausrüstung im Wert von 50 Millionen Euro, angekündigt am 27. Februar 2022. - 500 Millionen Euro an humanitärer Hilfe, angekündigt am 1. März 2022. - Bereitstellung von Satellitenaufklärung, insbesondere durch das Satellitenzentrum der Europäischen Union. - Über die EU wurden im März 2022 insgesamt 10.000 freie Betten von Krankenhäusern aus allen EU-Staaten für Ukrainer gemeldet und erste Kriegsverletzte aus der Ukraine in Krankenhäuser von EU-Staaten transportiert. - 500 Millionen Euro zur Ausgabe für (unter anderem tödliche) Militärtechnik, Treibstoff und medizinische Ausrüstung am 24. März. - 500 Millionen Euro zur Ausgabe für (unter anderem tödliche) Militärtechnik am 13. April 2022. - 500 Millionen Euro zur Ausgabe für (unter anderem tödliche) Militärtechnik, angekündigt am 13. Mai 2022. - Einrichtung der European Union Military Assistance Mission Ukraine am 17. Oktober 2022. |
| Weltbank                      | - 350 Millionen Dollar Kredit - 140 Millionen Dollar Kredit (finanziert von Schweden und den Niederlanden) - 134 Millionen Dollar Spende (finanziert von Großbritannien, Dänemark und anderen Ländern) - 100 Millionen Dollar Spende (finanziert von Japan). |
| Internationaler Währungsfonds | - 2,7 Milliarden Dollar an Währungsreserven im August 2021 bewilligt. - 1,4 Milliarden Dollar im März 2022 bewilligt. |

## Von Unternehmen geleistete Hilfe (Auswahl)
| Unternehmen          | Beschreibung | Datum der Hilfeleistung |
| -------------------- | --- | ----------------------- |
| Microsoft            | Bereitstellung von Patches gegen eine gezielte Wiper-Malware, die gegen ukrainische Behörden eingesetzt wurde. | 23. Februar 2022        |
| FTX                  | Bereitstellung des Gegenwerts von 25 $ in FTX-Kryptowährung für jeden ukrainischen Bürger. | 24. Februar 2022        |
| Google               | Bereitstellung von gespendeten Anzeigen in Höhe von 2 Millionen US-Dollar, um den Betroffenen bei der Suche nach Ressourcen zu helfen. | 25. Februar 2022        |
| KFC                  | Öffnung der Küchen, um Essen für Bedürftige zuzubereiten, insbesondere für das Militär und Krankenhäuser. | 26. Februar 2022        |
| McDonald’s           | Lebensmittelspenden an die Gemeindeverwaltungen. | 27. Februar 2022        |
| Binance              | Spendete 10 Millionen Dollar und 2,5 Millionen Dollar als zweckgebundene Spenden an UNICEF. |                         |
| Airbnb               | - Kostenlose kurzfristige Unterbringung von bis zu 100.000 ukrainischen Flüchtlingen. - Verzicht auf Gebühren für ukrainische Airbnb-Gastgeber, damit ausländische Spender Mietwohnungen buchen können, um darüber Geld zu senden. | 28. Februar 2022        |
| SpaceX               | Aktivierte Starlink über der Ukraine und schickte einen LKW mit Uplink-Terminals. | 28. Februar 2022        |
| Lego                 | 110 Millionen Dänische Kronen für humanitäre Hilfe über Rotes Kreuz, Save the Children und UNICEF. | 1. März 2022            |
| Snap                 | 15 Millionen Dollar an humanitärer Hilfe zugesagt. | 1. März 2022            |
| Amazon               | Zugesagte Hilfe in Höhe von 10 Millionen US-Dollar; Nutzung seiner Logistikkapazitäten für Lieferungen und Cybersicherheitsexpertise. | 2. März 2022            |
| Kakao                | Bereitstellung von Klay-Kryptowährung im Wert von ₩4,2 Milliarden (ca. 3,65 Millionen US-Dollar) für UNICEF. Darüber hinaus haben verschiedene Spendenaktionen bis zum 5. März 430 Millionen Pfund Sterling (ca. 374.000 US-Dollar) gesammelt. | 2 ~ 5. März 2022        |
| Wizz Air             | Bereitstellung von 100.000 kostenlosen Flugtickets für Flüchtlinge für Kurzstreckenflüge aus Polen, der Slowakei, Ungarn und Rumänien im März 2022. | 2. März 2022            |
| Netflix              | Netflix-Mitbegründer Reed Hastings gab eine Spende von 1 Million US-Dollar an Razom, eine ukrainische NGO, bekannt. |                         |
| SK Group             | 1,2 Mrd. ₩ (ca. 1 Mio. US-Dollar). | 3. März 2022            |
| Meta Platforms       | 15 Millionen US-Dollar. | 3. März 2022            |
| Pearl Abyss          | Bereitstellung von Mitteln für medizinische Nothilfe in Höhe von ₩ 100 Millionen (ca. 87.000 USD). | 3. März 2022            |
| AMMO, Inc.           | Hat zugesagt, 1 Million Schuss Munition im Wert von rund 700.000 US-Dollar an die Ukraine zu spenden. | 4. März 2022            |
| KTB Financial Group  | Die südkoreanische KTB Financial Group überwies der UNHCR 113.000 US-Dollar. | 4. März 2022            |
| Medi-Tox             | Stellte der ukrainischen Botschaft in Seoul 100 Millionen Sterling (ca. 87.000 US-Dollar) zur Verfügung. Darüber hinaus spendeten sie kostenlos biopharmazeutische Produkte im Wert von 200 Millionen Sterling (ca. 174.000 US-Dollar) an das ukrainische Unternehmen EMET. | 4. März 2022            |
| Polkadot und VeChain | Die Entwickler von Polkadot und VeChain spendeten 13 bis 37 Millionen US-Dollar in Form von Bitcoin (BTC), Ether (ETH), Tether und weiteren. | 4. März 2022            |
| Samsung Electronics  | Bereitstellung von 5 Millionen US-Dollar für das Ukrainische Rote Kreuz und andere Wohltätigkeitsorganisationen, zusätzlich zur Lieferung von Haushaltselektronik und Haushaltsgeräten im Wert von einer Million US-Dollar an die Menschen in der Ukraine. Unabhängig davon wird eine private Spendenaktion von Mitarbeitern von Samsung Electronics zusätzliche Mittel spenden. | 5. März 2022            |
| Grammarly            | Die in der Ukraine gegründete Grammarly erklärte, alle seit 2014 in Russland und Belarus erzielten Gewinne zu spenden. Sie plant die Einrichtung eines Fonds in Höhe von 5 Millionen US-Dollar zusätzlich zu den bereits gespendeten eine Million US-Dollar an humanitäre Gemeinschaften in der Ukraine.                                                                         |                         |
| Kale-Baykar          | Das türkische Unternehmen spendete der Ukraine sowie Litauen Bayraktar-Kampfdrohnen. |                         |

## Sonstige geleistete Hilfe seit der Invasion im Februar 2022
- Weltweit haben Personen tausende Airbnb-Unterkünfte, ohne sie wirklich zu nutzen, in der Ukraine gebucht, um Geld direkt an Ukrainer zu senden.[357]
- Eine von Polen und Schweden organisierte internationale Geberkonferenz für humanitäre Hilfe in der Ukraine, die am 5. Mai 2022 in Warschau abgehalten wurde, brachte Zusagen für 6,5 Milliarden Dollar ein.[358]
- Unter anderem über die drei Spendenkampagnen Aktion Deutschland Hilft, Bündnis Entwicklung Hilft und das Aktionsbündnis Katastrophenhilfe wurden seit Beginn des russischen Überfalls (mit Stand Ende April 2022) nach einer Erhebung des Deutschen Zentralinstituts für soziale Fragen 752 Millionen Euro gespendet.[359]
- In Tschechien wurde eine mehrsprachige Crowdfundingseite für die Ukraine eingerichtet, auf der für mehrere Spendenziele gespendet werden kann.[360] Ein knappes Dutzend Spendenziele wurden innerhalb von zwei Jahren erreicht, darunter das Sammeln von 1,34 Millionen Euro für den Erwerb eines T-72-Panzers oder das Sammeln von 2,1 Millionen Euro für ein RM-70-Raketensystem.[361][362]
- Über eine Spendenkampagne in den Niederlanden wurden mit Stand 18. März 150 Millionen Euro eingesammelt.[363]
- Über eine Spendenkampagne in Japan wurden umgerechnet 17 Millionen US-Dollar eingesammelt.[364]
  - Rakuten-Gründer Hiroshi Mikitani versprach, am 27. Februar 1 Milliarde Yen (8,7 Millionen US-Dollar) für humanitäre Opfer in der Ukraine zu spenden.[365]
- Südkoreaner spendeten 1 Milliarde ₩ (etwa 870.000 US-Dollar) in zwei Tagen an die ukrainische Botschaft.[366]
- Mila Kunis und ihr Mann Ashton Kutcher spendeten drei Millionen US-Dollar und begannen eine Spendenkampagne auf GoFundMe, mit der sie (Stand 23. März) mehr als 32 Millionen US-Dollar (an Airbnb und Flexport.org gerichtete, für ukrainische Flüchtlinge gedachte) Spenden einsammelten.[367][368]
- Im Rahmen einer vom ukrainischen Fernsehmoderator Serhij Prytula gestarteten Spendenkampagne in der Ukraine kamen umgerechnet etwa 16,2 Millionen Euro zusammen, die wiederum für die Benutzung eines finnischen Radarsatelliten ausgegeben wurden, der auch bei Nacht oder Wolken Bilder liefert.[355]
- Nachdem vom ukrainischen Sänger Andrii Khlyvniuk, der seine Tournee in den USA abgebrochen hatte, um sich der Volksverteidigung anzuschließen, der Gesang Oi u luzi chervona kalyna aufgenommen worden war, erstellte der Musikproduzent David Scott (Künstlername: The Kiffness) einen Remix und gab bekannt, dass alle Verkaufserlöse aus dem Lied an das ukrainische Militär gingen.[369]
- Ein litauischer Internetsender sammelte fast sechs Millionen Euro Spenden ein, um eine Kampfdrohne für die Ukraine kaufen zu können. Der Hersteller der Bayraktar-Kampfdrohnen überreichte Litauen daraufhin eine Drohne Gratis und erklärte, die Spendengelder sollen für humanitäre Zwecke ausgegeben werden.[356]
- Mit Stand zum 1. März 2022 haben Personen weltweit mit verschiedenen Währungen einen nicht veröffentlichten Geldbetrag auf Spendenkonten der Nationalbank der Ukraine[370] sowie über 21 Millionen US-Dollar in Kryptowährung geleistet.[371][372]
- Der CEO von Bunq, Ali Niknam, erklärte, einen spezialisierten Fonds einzurichten, um ukrainische Flüchtlinge dabei zu unterstützen, mit einem hochqualifizierten Migrantenvisum in die Niederlande zu gelangen.[373]
- Im Vereinigten Königreich startete das Disasters Emergency Committee, eine Dachorganisation von 15 britischen Wohltätigkeitsorganisationen, am 4. März 2022 einen öffentlichen Aufruf zur humanitären Hilfe für die Ukraine. Es sammelte am ersten Tag umgerechnet 72,5 Millionen US-Dollar ein.[374] Bis zum 17. März wurden 200 Millionen GBP gespendet.[375]
- An das UNHCR wurden bis zum 14. März private Gelder in Höhe von mehr als 200 Millionen US-Dollar gespendet.[270]
- Im März 2022 wurde unter dem Dach der gemeinnützigen Organisation Europäische Donau-Akademie mit der Ukraine Air Rescue eine spendenfinanzierte Luftbrücke geschaffen, an der sich über 100 Piloten beteiligen.[376]
- Vector-Aufklärungsdrohnen der Firma Quantum-Systems, finanziert durch ukrainische Millionäre[377][378]